# موجا (صعدة)
موجا هي إحدى قرى الجمهورية اليمنية. تتبع جغرافيا لمحافظة صعدة و إداريًا لمديرية الحشوه. يبلغ تعداد سكانها 1913 نسمة حسب الإحصاء الذي أجري عام 2004.